# University of Texas at Austin
 Der er for få eller ingen kildehenvisninger i denne artikel, hvilket er et problem. Du kan hjælpe ved at angive troværdige kilder til de påstande, som fremføres i artiklen.

 "University of Texas" omdirigeres hertil. For andre institutioner i samme system, se University of Texas System.
University of Texas at Austin (også kendt som University of Texas, UT Austin, UT eller Texas) er et doktor- og forskningsuniversitet i Austin, Texas. Det er flagskibsinstitutionen i «paraplyen» University of Texas System.
Det tilhører de kvalitetsmæssigt meget høje rangerede Public Ivy-universiteter i USA.
Til universitetet hører blandt andet de faglig meget anerkendte University of Texas School of Law, McCombs School of Business, og Lyndon B. Johnson School of Public Affairs, som også huser Lyndon B. Johnson Library and Museum til minde om USAs 36. præsident.
Skolens hovedlokaler ligger ikke langt fra Texas State Capitol i Austin. Universitet blev grundlagt i 1883.
Af kendte mennesker, der har gået på universitetet kan nævnes Eli Wallach, Matthew McConaughey, Farrah Fawcett, Renée Zellweger, Roger Clemens, Wes Anderson, Owen Wilson og Kevin Durant.

## Colleges og skoler
Universitetet består af 16 colleges og skoler og to akademiske enheder, hverisær står de med deres grundlæggelse:
- College of Liberal Arts (1883)
- College of Natural Sciences (1883)
- School of Law (1883)
- Cockrell School of Engineering (1894)
- College of Education (1905)
- Continuing Education (1909)
- Graduate Studies (1910)
- McCombs School of Business (1922)
- College of Pharmacy
- College of Fine Arts (1938)
- School of Information (1948)
- School of Social Work (1950)
- School of Architecture (1951)
- College of Communication (1965)
- LBJ School of Public Affairs (1970)
- School of Nursing (1976)
- Jackson School of Geosciences (2005)
- School of Undergraduate Studies (2008)

UT Austin havde i efteråret 2006 det femte højeste optagelses antal i landet (højest i landet i perioden 1997–2003), med omtrent 50 000 bachelor- og masterstudenter, og 16 500 lærere og andet personale, heraf 2 814 videnskabelig ansatte. På samme tid var skolepengene i US$ 7 630 for studenter folkeregistreret i delstaten Texas.
Bibliotekerne ved UTA har 8,937 millioner titler, som gør det til USAs tiende største bibliotek (2006).

Universitetets første bygning, Hovedbygningen, (The Main Building) blev bygget i 1899.  Nu er Hovedbygningen midt på UT campus.  Hovedbygningen hedder også "Tårnet".  Til særlige begivenheder som fodboldsejre lyser "Tårnet" orange.  På toppen af "Tårnet" spiller klokkerne sange og ringer hvert kvarter på hverdage mellem seks og ni om aftenen.  

I dag har UTs største campus 423,5 tønder land.  Universitetets campus har nu 150 bygninger.  Der er sytten biblioteker og syv museer på UT campus.   Der er følgende museer på UT campus: Harry Ransom Center, Blanton Museum of Art, og Texas Memorial Museum.  

Det første år The University of Texas at Austin åbnede (i 1883) var der kun otte professorer, fire assistenter og 221 studerende.  I 2010 efterårs-semesteret var der over 51000 studerende.  Nu har UT den største antal studerende af alle skoler i Texas.  Universitetet har nu flere end 1000 studenterorganisationer og 65 nationale broderskaber og foreninger af kvindelige studenter.  Formanden for The University of Texas er William (eller Bill) Powers Jr.

Den 1. august 1966 gik en studerende ved navn Charles Whitman fra Texas til toppen af "Tårnet" og startede en nedskydning.  Han dræbte tretten mennesker og sårede mange.  Efter Whitmans skyderi var "Tårnet" observations dæk lukket for offentligheden. Men i 1999 genåbnede "Tårnets" observations dæk for offentligheden.  

Ved The University of Texas er sportsholdet dannet af studerende og holdet konkurrerer under navnet Texas Longhorns.  En longhorn er en tyr med lange horn.  Skolens maskot er en longhorn som hedder Bevo.  Bevo er en levende ko og "Hook 'Em" er et menneske i en Longhorn jakkesæt.  Men en longhorn var ikke UTs første maskot.  Det første maskot på universitetet var en tyre hund som hed Piggy.  I 1916 kom den første longhorn til UT.  Han hed Bo.  Legenden siger Bo blev Bevo da Texas A&M Universitetet (Texas’ rival) tog Bo og brændemærkede ham med "13-0."  Det var stillingen i fodboldkampen mellem UT og A&M da UT tabte i 1915.  Texas’ studerende ændrede Bos navn til Bevo fordi det lignede brændemærket.  Til kampe synger studerende "Texas Kamp" ("Texas Fight") som er en skole kampsang og " Texas Øjne" ("The Eyes of Texas) som er en skolesang.  De fleste mennesker viser "Hook 'em Horns’" håndbevægelse.  "Hook ’em Horns’" håndbevægelse har en persons pegefinger og lillefinger oppe mens du holder resten af dine fingre nede med tommelfingeren. "Hook em Horns" ligner et longhorns hoved.  Skolens farver er brændt orange og hvid.  
The University of Texas at Austin’s officielle slogan er "hvad starter her ændrer verden."  Skolen har mange statuer af berømte mennesker gennem historien ligesom George Washington statuen. Universitetet har springvand på hele campussen, ligesom det har Littlefield Springvand foran "Tårnet."